# Wyn Hoop
Wyn Hoop é um cantor alemão(* 29. Maio 1936 em Hanôver,Alemanha). Wyn Hoop foi o representante da Alemanha no Festival Eurovisão da Canção 1960.